# 991 TCN
991 TCN là một năm trong lịch La Mã.